# Kom och se vad Gud har gjort
Kom och se vad Gud har gjort är en psaltarpsalm med text från Psaltaren 66:5 (omkväde) och Psaltaren 96 (verser). Musiken är komponerad 1974 av Egil Hovland.

## Publicerad i
- Herren Lever 1977 som nummer 905 under rubriken "Att leva av tro - Tro - trygghet".[2]
- Psalmer och Sånger 1987 som nummer 760 under rubriken "Psaltarpsalmer och andra sånger ur bibeln".[1]